# Bom Jesus do Monte
Bom Jesus do Monte (Portugees: Santuário do Bom Jesus do Monte, letterlijk 'Heiligdom van goede Jezus van de Berg') is een heiligdom net buiten het Portugese Braga. De eerste kapel werd op die plek gebouwd in 1373. Deze kapel werd in de 15e en 16e eeuw verbouwd. In 1629 werd een pelgrimskerk gebouwd gewijd aan Bom Jesus. Het huidige heiligdom dateert uit 1722, toen de eerste trap (met kapellen gewijd aan de kruisweg) werd gebouwd onder aartsbisschop Rodrigo de Moura Telles. Er kwam ook een zigzaggende trap die gewijd is aan de vijf klassieke zintuigen, waarbij elk zintuig wordt voorgesteld door een bijbehorende fontein. Rond 1725 werd een barokke kerk gebouwd bovenaan de trap door architect Manuel Pinto Vilalobos. Rond 1781 werd een derde trapsegment gebouwd (gewijd aan de drie theologische deugden geloof, hoop en liefdadigheid met bijbehorende fonteinen) en ook een nieuwe kerk. De oude kerk werd afgebroken en een nieuwe neoklassieke kerk werd gebouwd door architect Carlos Amarante. In 1882 werd de kabelbaan Elevador do Bom Jesus aangelegd. Op 7 juli 2019 werd het heiligdom ingeschreven op de Unesco-Werelderfgoedlijst.

## Afbeeldingen

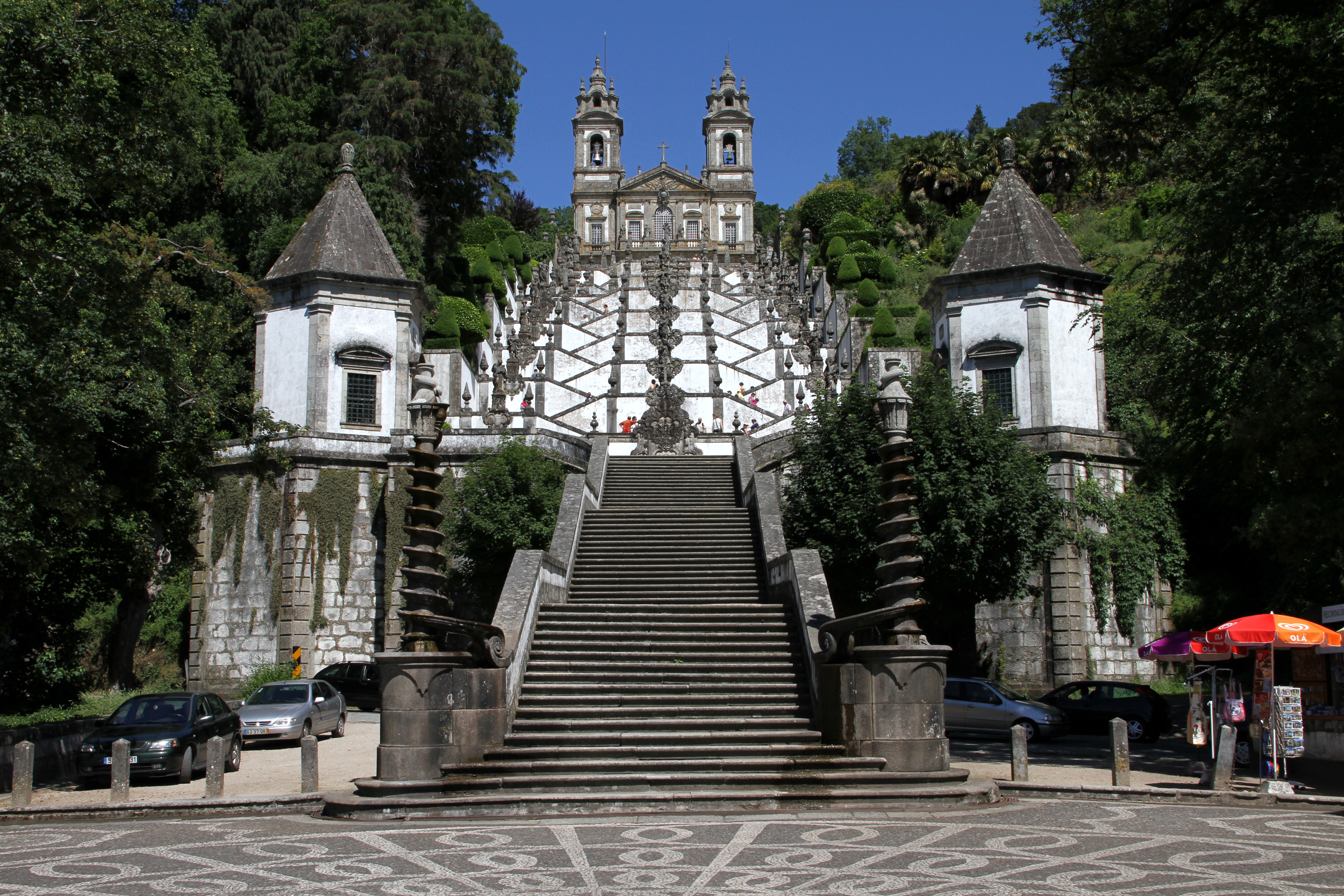
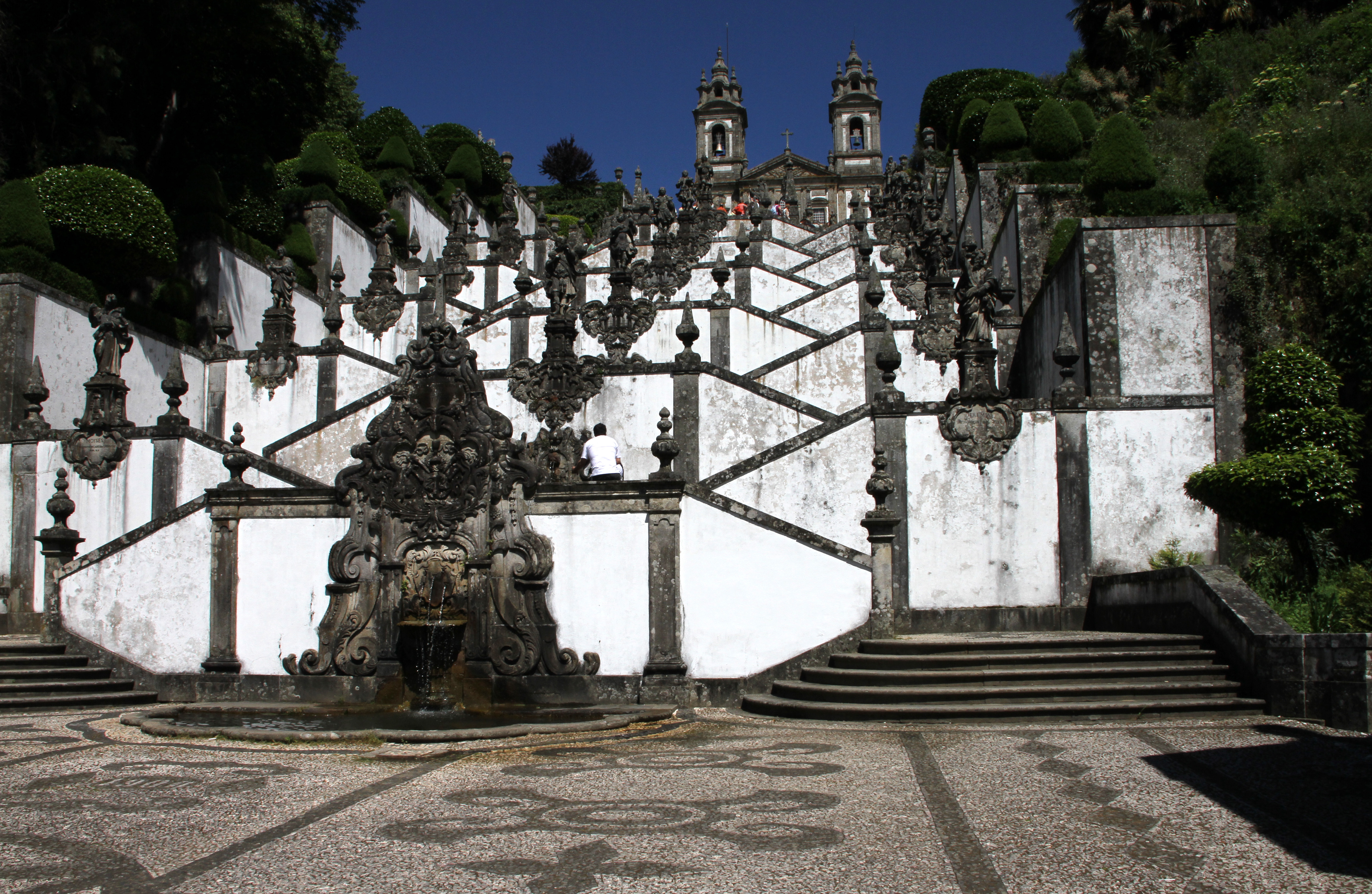
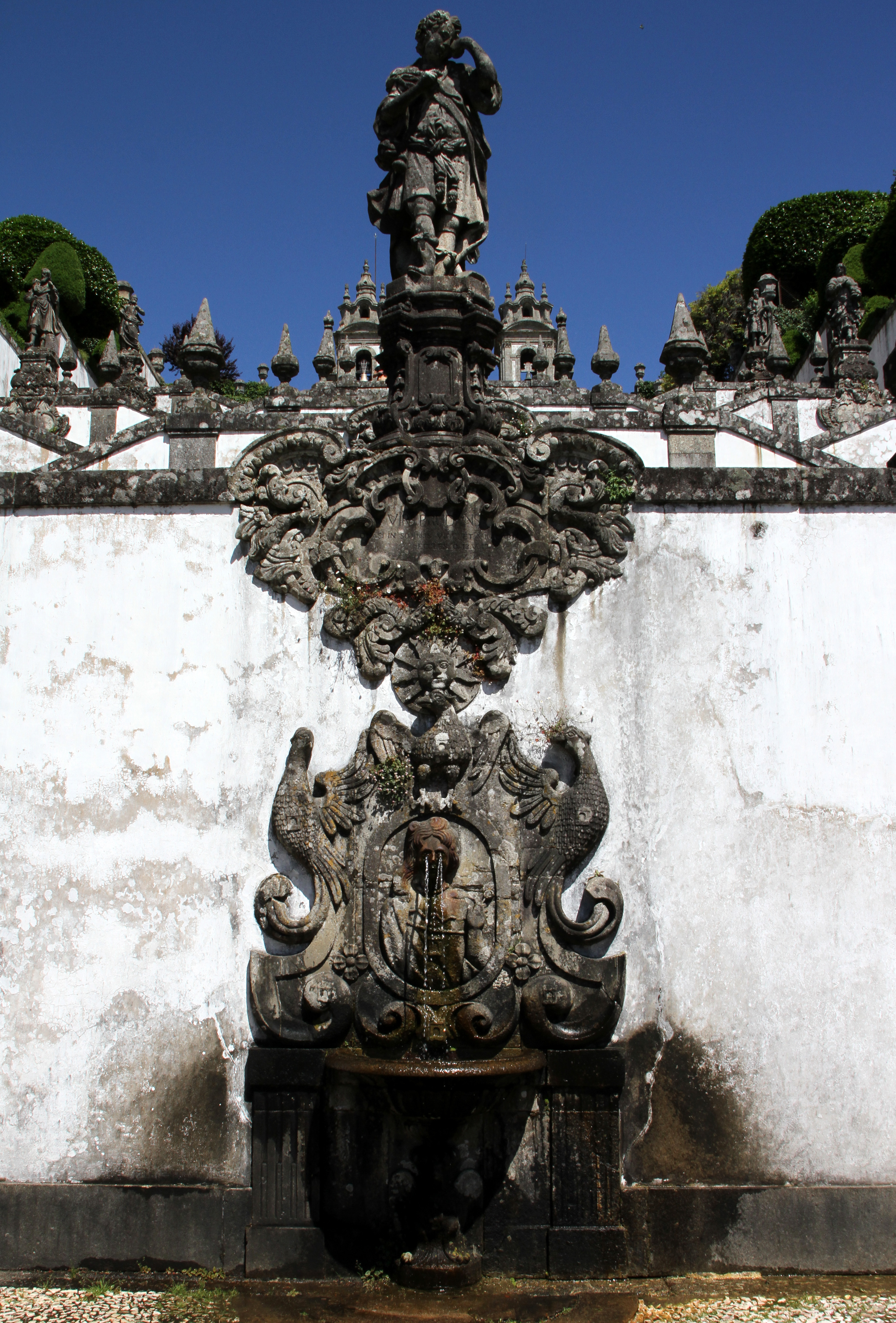
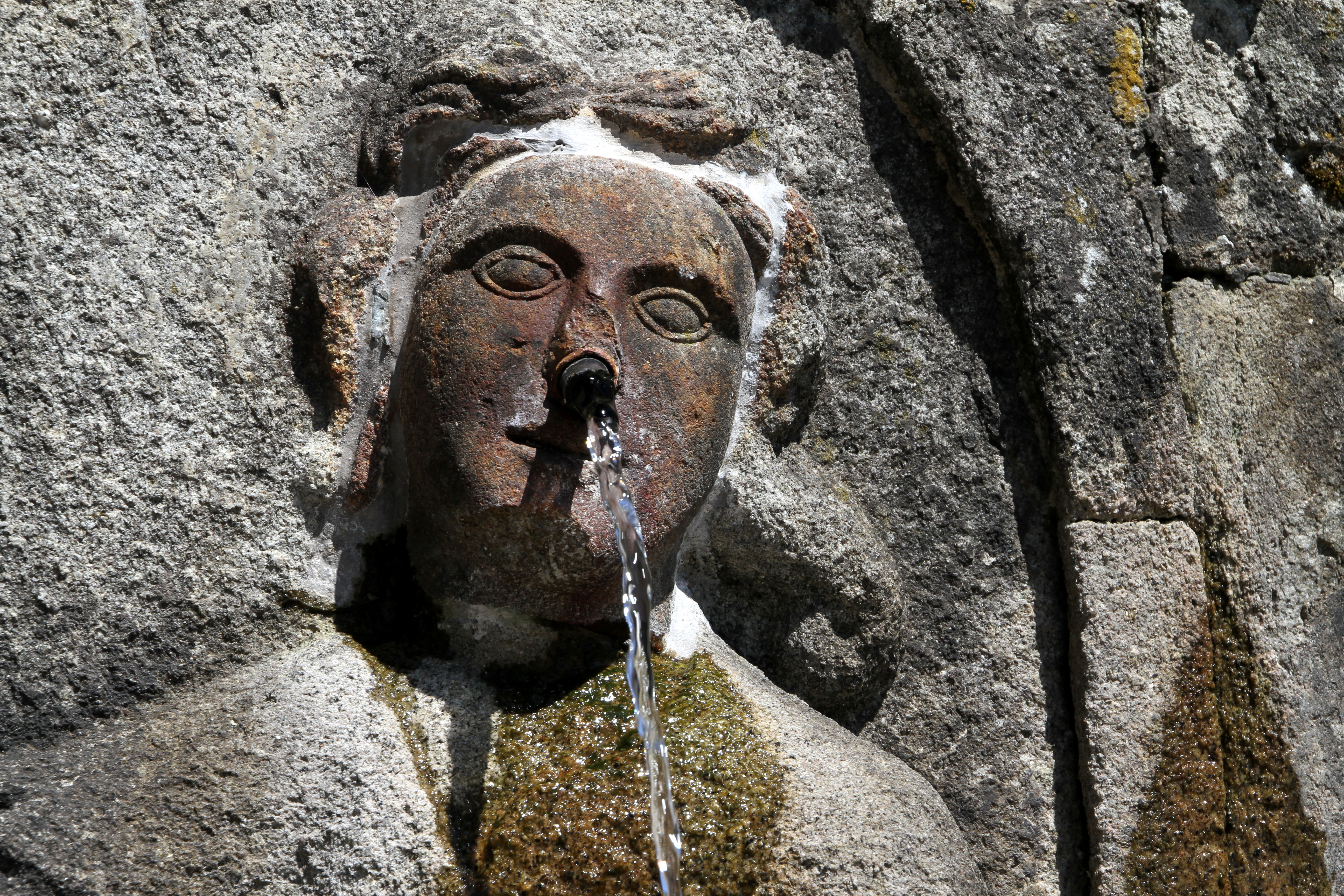
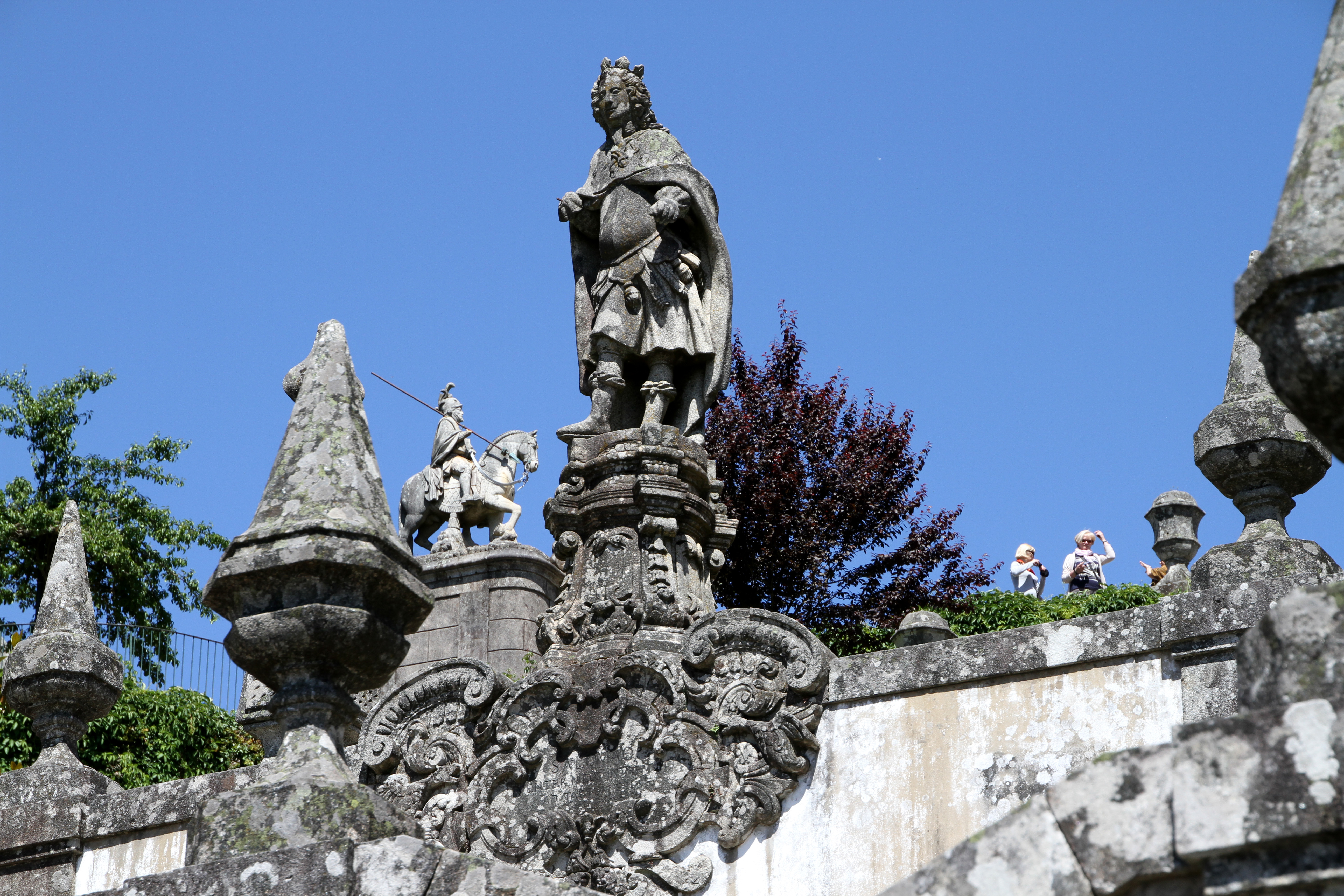
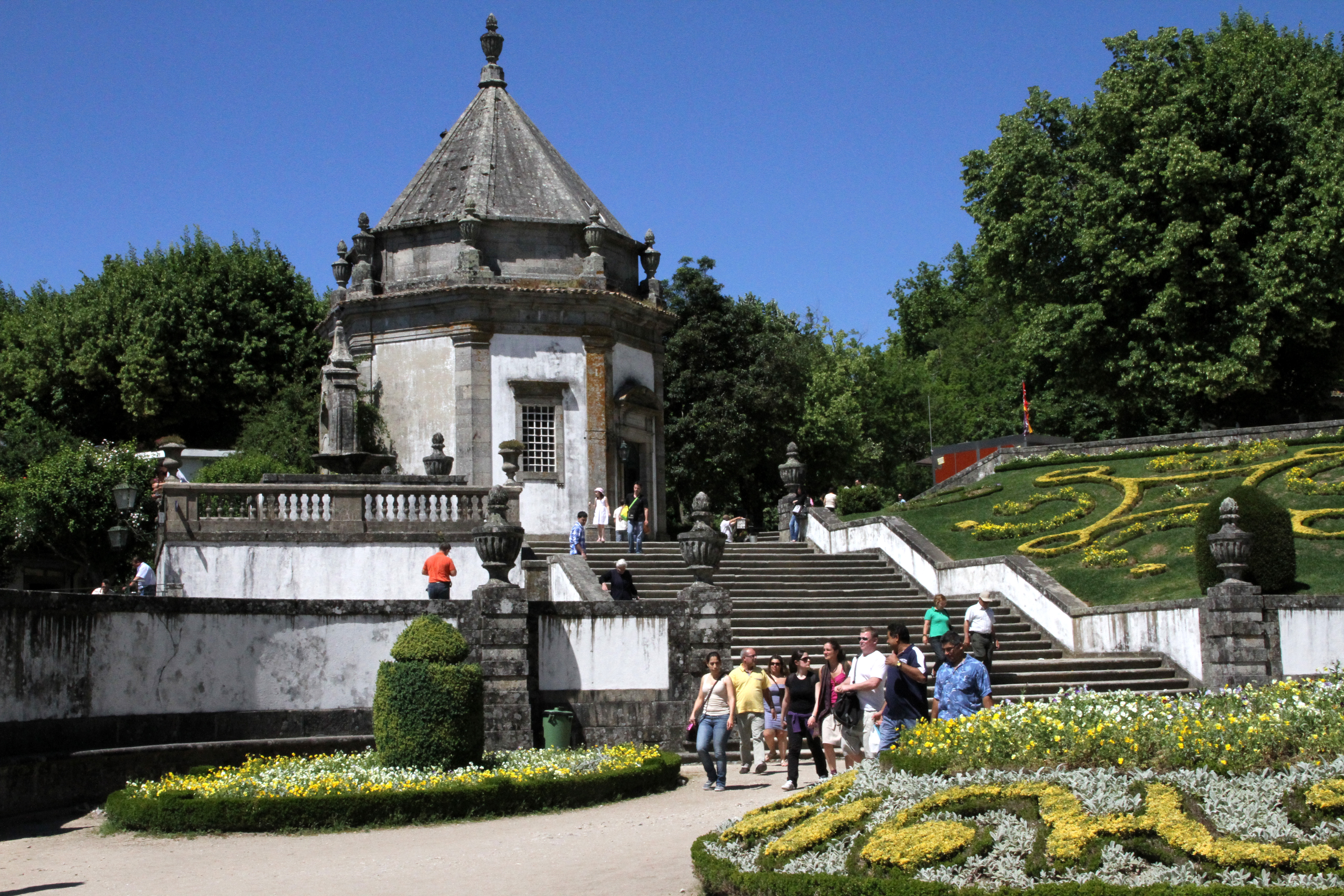
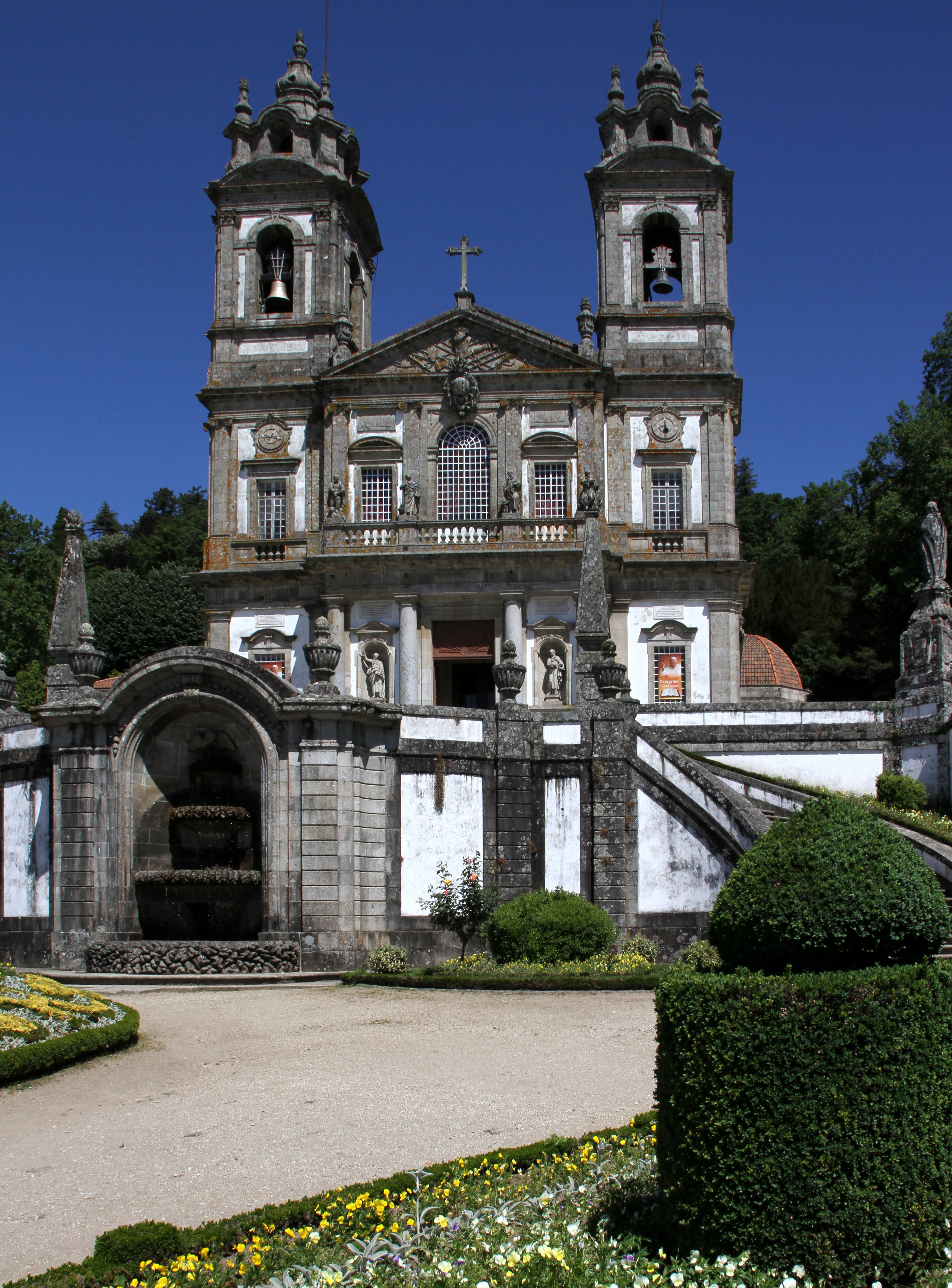
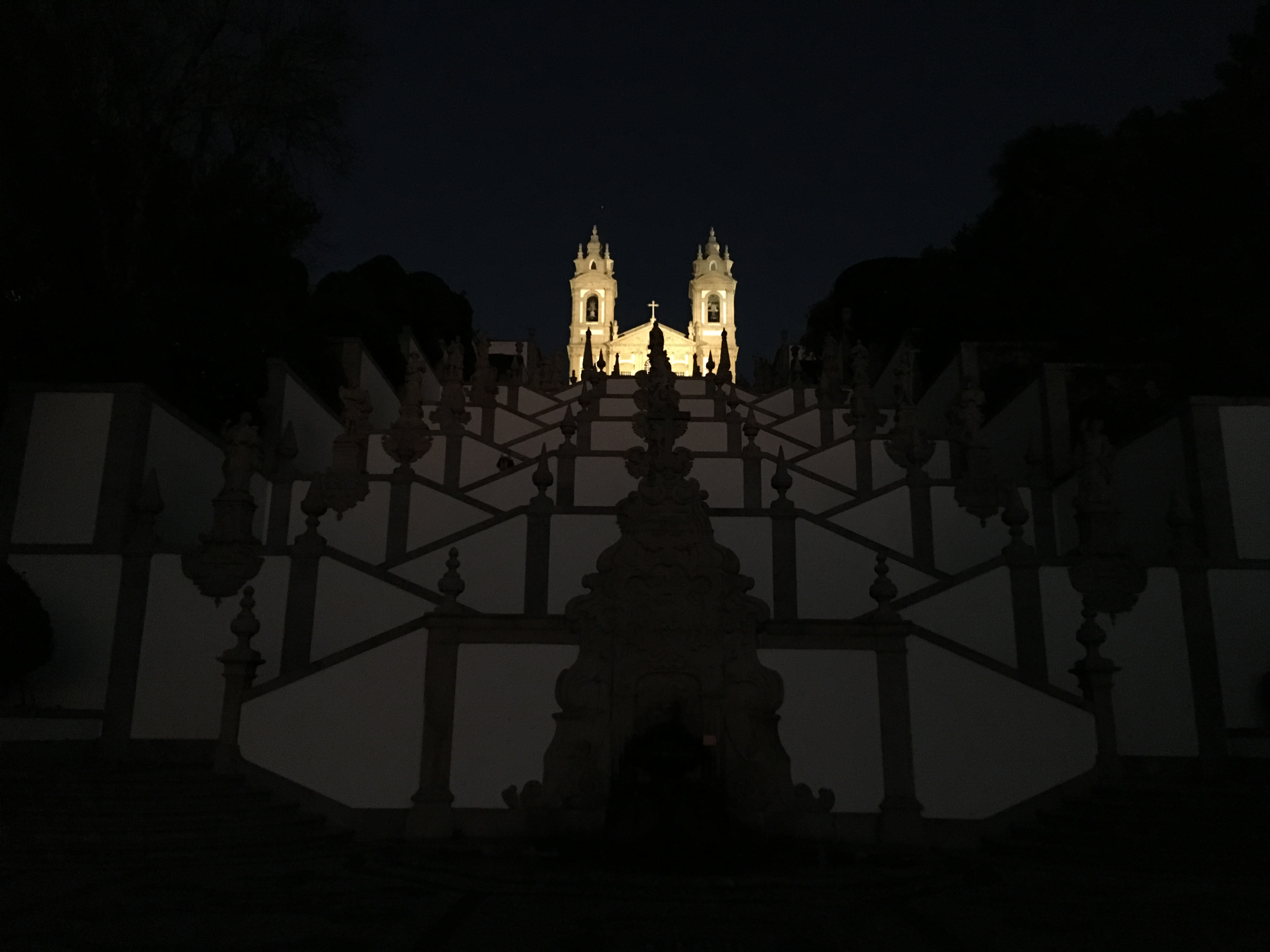